# Simon de La Charite
Simon de La Charite (zm. 1296) – francuski benedyktyn i kardynał.
O jego pochodzeniu nic bliżej nie wiadomo. Wstąpił do zakonu benedyktynów z kongregacji kluniackiej i ok. 1275 został przeorem klasztoru La Charité-sur-Loire w diecezji Auxerre (stąd przydomek La Charite). 18 września 1294 papież Celestyn V mianował go kardynałem prezbiterem. Nie uczestniczył jednak w konklawe 1294 i do kurii rzymskiej przybył dopiero za pontyfikatu Bonifacego VIII w 1295. Jako kardynał prezbiter S. Balbina sygnował bulle Bonifacego VIII z 21 czerwca 1295, 13 marca 1296, 7 maja 1296 i 13 sierpnia 1296. Zmarł w Rzymie i został pochowany w kościele Santi Silvestro e Martino ai Monti.